# Bahnstrecke Herdorf–Unterwilden
| Die Gleise zum Pfannenberg werden heute von den Schäfer Werken genutzt |                         |                               |                               |
| Streckennummer (DB): | 9275                    |                               |                               |
| Kursbuchstrecke: | 193u (1934) 194m (1946) |                               |                               |
| Spurweite: | 1435 mm (Normalspur)    |                               |                               |
| Streckenklasse: | C2                      |                               |                               |
| Minimaler Radius: | 180 m                   |                               |                               |
| |                         |                               |                               |
| \| \| \| von Betzdorf (Sieg) \| \| \| \| -0,208 \| Herdorf \| Herdorf \| \| \| \| \| \| \| \| 0,308 \| Landesgrenze RLP–NRW \| Landesgrenze RLP–NRW \| \| \| \| Struthütten \| \| \| \| \| nach Haiger \| \| \| \| \| Neunkirchen Nord \| 270 m \| \| \| \| Salchendorf \| 288 m \| \| \| \| Anschluss Grube Pfannenberg \| 360 m \| \| \| 5,070 \| Abzw / Spitzkehre Pfannenberg \| Abzw / Spitzkehre Pfannenberg \| \| \| \| Unterwilden \| ca. 300 m \| \| \| \| Spitzkehre \| \| \| \| \| Anschluss Grube Bautenberg \| 353 m \| |                         |                               |                               |
| |                         | von Betzdorf (Sieg)           |                               |
| Bahnhof | -0,208                  | Herdorf                       | Herdorf                       |
| |                         |                               |                               |
| Grenze | 0,308                   | Landesgrenze RLP–NRW          | Landesgrenze RLP–NRW          |
| Haltepunkt / Haltestelle · Haltepunkt / Haltestelle |                         | Struthütten                   | Struthütten                   |
| Strecke nach rechts und nach rechts |                         | nach Haiger                   | nach Haiger                   |
| Dienststation / Betriebs- oder Güterbahnhof |                         | Neunkirchen Nord              | 270 m                         |
| Dienststation / Betriebs- oder Güterbahnhof |                         | Salchendorf                   | 288 m                         |
| Abzweig geradeaus und von links · Abzweig von links und von rechts · Betriebs-/Güterbahnhof Streckenende und quer |                         | Anschluss Grube Pfannenberg   | 360 m                         |
| Betriebsstelle Strecke ab hier außer Betrieb | 5,070                   | Abzw / Spitzkehre Pfannenberg | Abzw / Spitzkehre Pfannenberg |
| Spitzkehrbahnhof links |                         | Unterwilden                   | ca. 300 m                     |
| |                         | Spitzkehre                    |                               |
| Betriebs-/Güterbahnhof Streckenende (Strecke außer Betrieb) |                         | Anschluss Grube Bautenberg    | 353 m                         |

Die Bahnstrecke Herdorf–Unterwilden ist eine Nebenbahn im südlichen Siegerland. Der erste Kilometer der heute rund 8 km langen, teilweise stillgelegten Strecke verläuft in Rheinland-Pfalz, die restlichen in Nordrhein-Westfalen. Die Strecke wurde von der 1904 gegründeten Freien Grunder Eisenbahn AG erbaut und zunächst betrieben von der AG für Bahn-Bau und -Betrieb (BBB). Die bis 1970 erhalten gebliebenen Anlagen sind seitdem Teil der heutigen Kreisbahn Siegen-Wittgenstein.

## Geschichte

### Planungen
Schon seit Jahrhunderten gab es Erzbergbau und Verhüttung im Siegerland. Trotz der guten Erzqualität mussten zahlreiche Gruben im 19. Jahrhundert schließen, da die Transportkosten zu hoch wurden. Mit dem Eisenbahnbau ab den 1860er Jahren entspannte sich die Situation. Dennoch blieben viele Gruben ohne Bahnanschluss. Im Raum Neunkirchen behalfen sich viele Gruben daher mit Feld- und Pferdebahnen zu den nächsten Bahnhöfen.
In den 1890er Jahren entstanden Planungen für eine Bahnlinie im Heller- und Wildebachtal. Die Bahn sollte vor allem der Wirtschaft im Freien Grund dienen. 1898 bildete sich in Neunkirchen ein Komitee zur Bearbeitung dieser Planungen. Die Strecke sollte von Herdorf bis Wilgersdorf verlaufen und Anschluss an allen großen Gruben haben. Bereits 1897 fanden Besprechungen mit Vertretern aus der Industrie und den Gemeinden Wilden, Wilnsdorf und Wilgersdorf sowie Amtsleuten der Ämter Wilnsdorf und Burbach statt.
Im März 1898 wurde der Regierung in Arnsberg ein ausgearbeiteter Plan vorgelegt. Die Regierung erteilte die Genehmigung zum Bau.
So wurde am 7. Dezember 1904 die Freien Grunder Eisenbahn AG von der Deutschen Eisenbahn-Gesellschaft (DEAG) und der BBB gegründet, die den größten Teil der Aktien von 1,7 Mio. Mark besaß.

### Bau und Betrieb

Einfahrt des ersten Personenzuges in den Salchendorfer Bahnhof am 1. Mai 1908.

Der erste Spatenstich erfolgte am 26. Juli 1906. Arbeitskräfte waren größtenteils Italiener und Kroaten.
Der Güterverkehr wurde ab 28. August 1907 zunächst nur provisorisch bis Struthütten bedient und erst am 29. November 1907 auf die gesamte Strecke ausgedehnt. Diese war allerdings nur bis Unterwilden gebaut worden, da die größeren Gruben Neue Hoffnung bei Wilgersdorf und Landeskrone bei Oberwilden bereits stillgelegt waren. Der stets bescheidene Personenverkehr begann am 1. Mai 1908 und war auf die Strecke Herdorf–Unterwilden beschränkt. Zwischen 1908 und 1914 wurden 45.000 Personen und 320.000 t Güter befördert. 1917 lag die Güterbeförderung mit 513.000 t am Höchststand, 1945 stand die Bahn durch die Kriegszerstörungen still.
1928 fusionierte die BBB mit der AG für Verkehrswesen, ab 1929 firmierte die BBB als Deutsche Eisenbahn-Gesellschaft AG (DEGA). Zum 9. Juni 1949 übertrug die DEGA ihre Aktienmehrheit auf die Siegener Kreisbahn GmbH, die auch die Betriebsführung übernahm. Nach dem Krieg kam der Güterverkehr nur schwer in Gang, besonders der Erztransport ging zurück.

### Ende des ursprünglichen Betriebs
Der Personenverkehr ist am 31. Oktober 1950 eingestellt worden, nachdem die Straße neben der Bahnstrecke Richtung Wilden eine neue Fahrbahn bekommen hatte, die etwas zu hoch war und die Züge dort aufsetzten. Beim 50-jährigen Jubiläum der Bahn im Jahr 1957 war die Grube Pfannenberger Einigkeit die einzige noch in Betrieb stehende Grube. Es bestanden aufgrund des Rückganges der Erztransporte Überlegungen zur kompletten oder teilweisen Einstellung des Betriebes. Der Güterverkehr Salchendorf–Unterwilden endete am 31. Oktober 1963; die Anschlussbahn zur Grube Bautenberg lag schon seit 1942 still. Auf den übrigen Abschnitten fahren bis heute Güterzüge, obwohl die Erzgrube Pfannenberger Einigkeit ihren Betrieb im April 1962 aufgegeben hat. An ihrer Stelle benötigen seitdem die Schäfer Werke KG den Anschluss für die Zulieferung von Stahlcoils sowohl als Rohstoff als auch für ihren Handel mit deren Zuschnitten nach Kundenwunsch.
Im Herbst 1965 wurde die Freien Grunder Eisenbahn-Gesellschaft in eine GmbH umgewandelt und am 1. Januar 1970 in die Kreisbahn eingegliedert. Noch im selben Jahr wurde der Abschnitt nach Unterwilden abgebaut. 1991 ging der Anschluss in Richtung Pfannenberg zur Kreisbahn.
In den 2000er Jahren gab es Überlegungen, Triebwagen der damaligen Hellertalbahn GmbH von Betzdorf über Herdorf nach Neunkirchen Nord einzusetzen, da die Station an der Bahnstrecke Betzdorf–Haiger ungünstig zur Ortschaft Neunkirchen liegt. In der ab 2015 gültigen Vereinbarung mit der Hessischen Landesbahn (HLB) ist allerdings eine Verlängerung des Stundentaktes nach Burbach vorgesehen, was diese Option fortan wieder ausschließt.

## Streckenbeschreibung

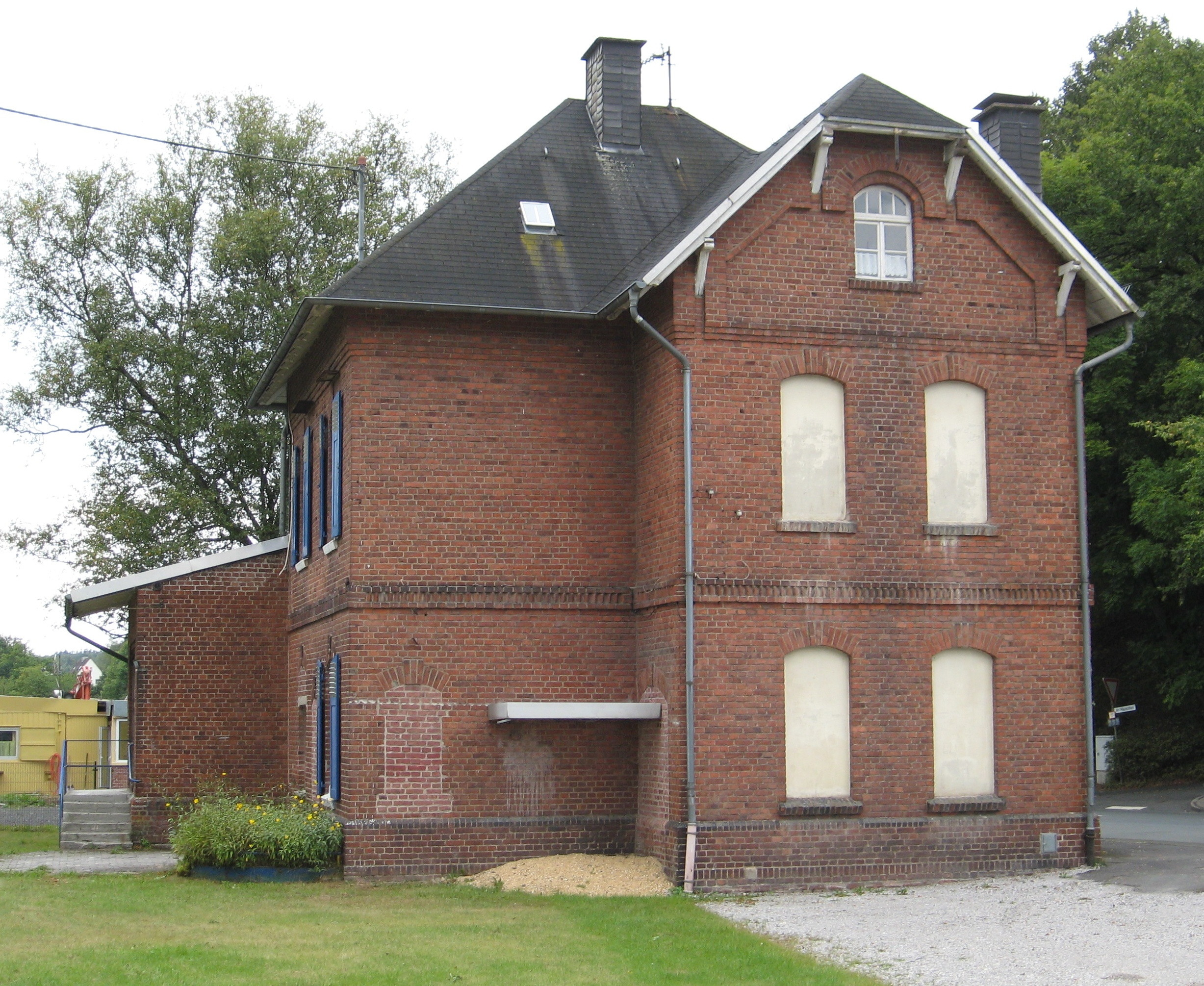
Alter Bahnhof in Wilden

Die 8,2 km lange Strecke beginnt im Bahnhof Herdorf, der im Kreis Altenkirchen liegt. Sie verlässt zunächst den südlichen Berghang der Strecke Betzdorf–Haiger und verläuft dann ab Struthütten im Kreis Siegen-Wittgenstein in östlicher Richtung talaufwärts über den eigenen, zentraleren Bahnhof Neunkirchen Nord bis nach Salchendorf und ursprünglich bis Unterwilden, das heute zur Gemeinde Wilnsdorf gehört. Von dort erreichte eine fast 2 km lange Anschlussbahn mit Spitzkehre die Grube Bautenberg. Von Salchendorf führt ferner eine 3,6 km lange Anschlussbahn – ebenfalls mit Spitzkehre – hinauf zur Grube Pfannenberger Einigkeit, wo heute ein Industrieunternehmen steht.

## Fahrzeugeinsatz
Triebfahrzeuge
Für die Bahn lieferte Jung aus Kirchen-Jungenthal 1907 zwei Verbunddampflokomotiven. Ein Jahr später erhielt die FGE ein weiteres baugleiches Fahrzeug. Die drei Tenderlokomotiven erhielten die Nummern 1 bis 3.
Diese drei Fahrzeuge trugen bis Ende der 1950er Jahre die Hauptlast des Betriebes, obwohl zwischenzeitlich noch kurz zwei weitere Dampfloks bei der FGE vorhanden waren. Ende 1959 erhielt man eine Diesellok der Baureihe R 42 C ebenfalls von Jung. Die drei Dampfloks wurden daraufhin Anfang der 1960er Jahre verschrottet. Zunächst musste eine Lok ausreichen, erst 1974 erhielt die Bahn eine zweite als Reserve.
Den heutigen Güterverkehr führt die Kreisbahn Siegen-Wittgenstein (KSW) mit ihren verschiedenen Dieselloks durch, mit Ausnahme der Lok 43 (der G 2000). Alle anderen Loks der KSW sind schon einmal auf der Strecke anzutreffen, dies sind moderne MaK-Loks (DE 1002, G1204, G 1000, G 1700 und G 1700-2).
Auch Lok 43 wurde schon auf der Pfannenberg-Strecke gesehen. Es wurde ein Stahlzug mit 16 Shmmns-Wagen (Schiebeplanenwagen) zum Pfannenberg gefahren. Zuglok war Lok 46 (G1700BB-2) und als Schublok die Lok 43 (G2000BB). Normalerweise bestehen die Züge Richtung Pfannenberg aus maximal 6 Wagen mit Stahlcoils wegen der maximalen Steigung von 30 Promille. Damit ist die Grenzlast der anderen Loks erreicht. 
Wagen
Die Wagen der Bahn wurden von MAN in Nürnberg gebaut. Der Stückpreis lag bei 6500 bis 7500 Mark. Einer der Wagen verschwand im Krieg spurlos. Die Wagen waren mit zwei kleinen Abteile mit je zehn Plätzen und einem großen Abteil mit 27 Plätzen ausgestattet. 1937 wurde Wagen 2 von 4. auf 3. Klasse umgerüstet, das heißt, statt der Holzsitzbänke wurden geschwungene Holzsitze montiert. Alle Wagen wurden mit Kohleöfen beheizt.